# بيتر شتاينر
بيتر شتاينر (بالألمانية: Peter Steiner) (و. 1927 – 2008 م) هو ممثل، وممثل أفلام، من ألمانيا، ولد في ميونخ، توفي في ميونخ، عن عمر يناهز 81 عاماً.

## وصلات خارجية
- بيتر شتاينر على موقع IMDb (الإنجليزية)
- بيتر شتاينر على موقع ميوزك برينز (الإنجليزية)
- بيتر شتاينر على موقع أول موفي (الإنجليزية)
- بيتر شتاينر على موقع قاعدة بيانات الأفلام السويدية (السويدية)
- بيتر شتاينر على موقع ديسكوغز (الإنجليزية)
- بيتر شتاينر على موقع قاعدة بيانات الفيلم (الإنجليزية)
- بيتر شتاينر على موقع كينوبويسك (الروسية)